# Per Garegg
Per Johan Garegg, född 11 juli 1933 i Oslo, död 23 september 2008, var en norsk kemist.
Per Garegg disputerade 1965 vid Stockholms universitet och blev 1984 professor i organisk farmaceutisk kemi vid Farmaceutiska fakulteten, Uppsala universitet, en professur han lämnade 1986 till förmån för en professur i organisk kemi vid Stockholms Universitet där han disputerat. Han invaldes 1991[källa behövs] som utländsk ledamot av svenska Vetenskapsakademien.